# Geologisk varmelager
|  | Sammenskrivningsforslag Artiklerne Geotermisk energi, Geologisk varmelager er foreslået sammenskrevet. (Siden april 2015) Diskutér forslaget |

Geologisk varmelager er et anlæg hvor jordens naturlige varmekapacitet udnyttes til at lagre varmen. Geologisk varmelager er et mere dækkende udtryk end andre benyttede termer som borehulslager eller solbrønd. 

## Virkemåde
Virkemådeprincippet i et geologisk varmelager er, at der anlægges varmeslanger i jorden og jorden opvarmes via det cirkulerende varme vand i slangerne. Varmen er typisk overskudsvarme, oftest i form af termisk solvarme for sommersæsonen. Solindstrålingen og bygningers varmebehov er i modfase, kort sagt for meget varme om sommeren og for lidt om vinteren. Jorden opvarmes hen over sommeren og varmen tappes hen over vinteren. Et geologisk varmelager vil oftest være forbundet til en buffertank og til en varmepumpe. Jordens naturlige varmekapacitet benyttes til at magasinere varmen. Forskellige jordtyper har forskellig varmeledningsevne og forskellig varmekapacitet. 

## Varmeledningsevne
Eksempler på varmeledningsevne for jordtyper og materialer.
| Varmelagringsmedium | Densitet (massefylde) [kg/m³] | Varmekapacitet [kJ/kg·K] | Varmelagringskapacitet [kJ/m³·K] | Varmeledningsevne [W/m·K] |
| ------------------- | ----------------------------- | ------------------------ | -------------------------------- | ------------------------- |
| Vand (20 °C)        | 1002                          | 4,182                    | 4190                             | 0,6                       |
| Sand, tørt          | 1515                          | 0,8                      | 1212                             | 0,27                      |
| Sten (granit)       | 2630                          | 0,775                    | 2038                             | 2,79                      |
| Sten (sandsten)     | 2150                          | 0,745                    | 1602                             | 2,9                       |
| Ler, tørt           | 1460                          | 0,88                     | 1285                             | 1,3                       |
| Beton               | 2300                          | 0,88                     | 2024                             | 1,4                       |
| Træ                 | 400-550                       | 2,3-2,8                  | 1100-1300                        | 0,10-0,17                 |

## Eksempel på volumenberegning
Beregning af lagerets størrelse. Lagerets størrelse afhænger af varmebehov og sammensætningen af jorden (varmekapaciteten).
Eksempel på volumenberegning med formlen: V = varmebehov i kWh/(C*∆T), 

hvor C er jordens varmekapacitet og ∆T er temperaturforskellen. V er volumen af lageret.
- Varmebehov: 100.000 l fyringsolie, modsvarer 1.000.000 kWh.
- Jordens gennemsnitlige varmekapacitet: 0,6 kWh/K*m³.
- Gennemsnitlig temperaturforskel: 50 °C.

Indsættes disse tal i formlen, er den nødvendige volumen V = 1.000.000/(0,6*50), det vil sige V = 33.333 m³